# Andrés Cánovas y Gallardo

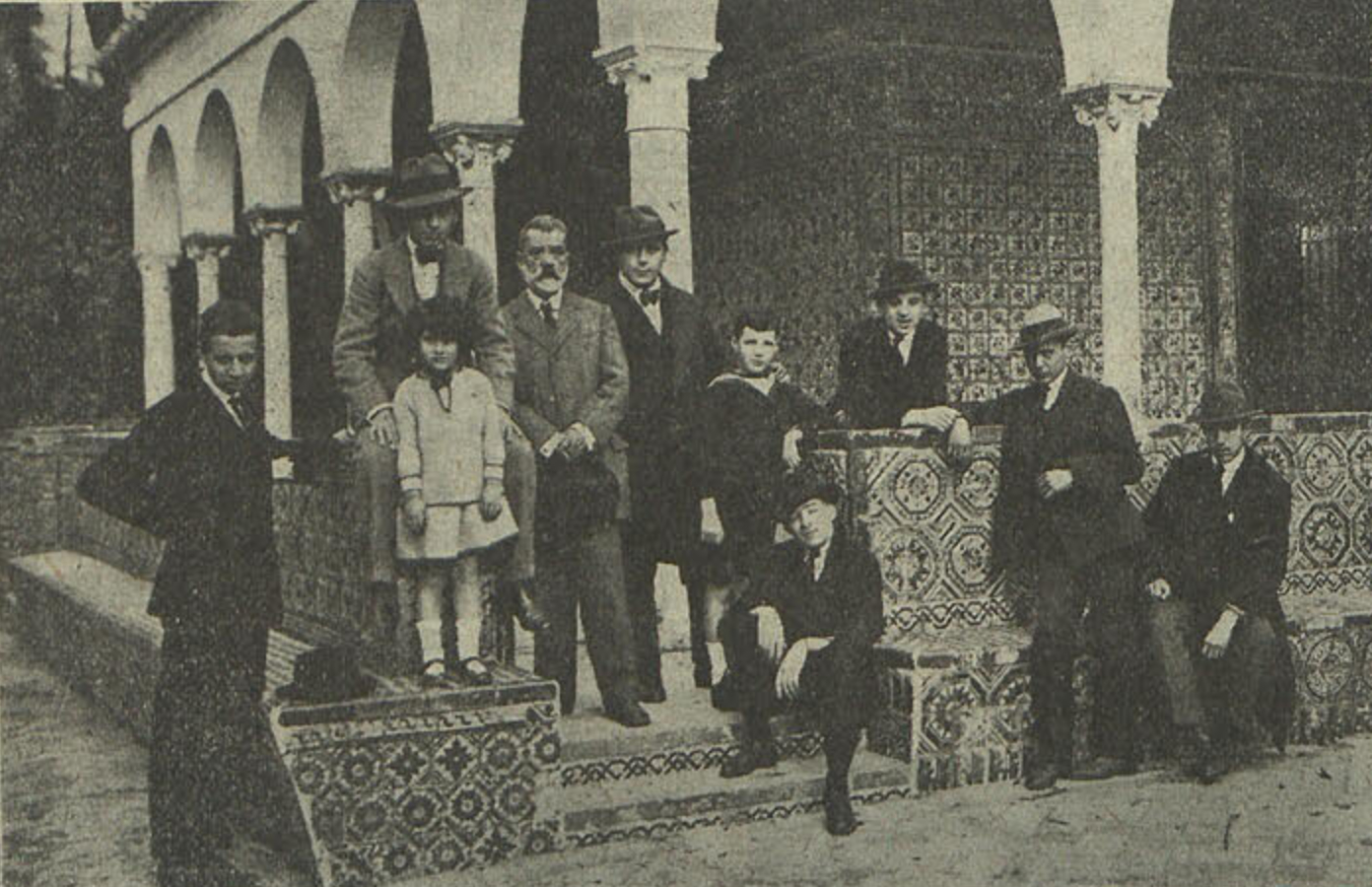
Fotografiado con alumnos de la Escuela de Artes de Sevilla

Andrés Cánovas y Gallardo (1856-post. 1919) fue un pintor y profesor español, que cultivó la pintura del paisaje.

## Biografía
Hijo de Andrés Cánovas y Manuela Gallardo, nació en  El Pardo el 10 de diciembre de 1856. A los diez años se trasladó a Sevilla, y en dicha ciudad cursó las asignaturas del bachillerato hasta 1874 en que comenzó su educación artística en la Academia de Bellas Artes, donde tuvo como profesor a Eduardo Cano.
Comenzó a sentir especial predilección por los cuadros de paisajes y, al concluir su carrera, se consagró a este género pictórico. Entre sus cuadros más notables figuraba uno titulado La caída de la tarde, premiado en la Exposición Nacional de 1884 con una tercera medalla. La Sociedad Económica de Amigos del País de Sevilla le premió otro cuadro titulado El anochecer en un pinar, en un certamen celebrado en octubre de 1890. Uno de los lugares que más le atraía de cara a pintar era Alcalá de Guadaíra, en cuya pintoresca campiña pasaba casi todo el año copiando del natural. En 1915 era nombrado profesor de ascenso de la Escuela de Artes e Industrias de Sevilla.
Tres de sus cuadros, titulados Un Pinar, El Puente de Sevilla al anochecer y Orillas del Guadalquivir, acabaron en el Museo Nacional de pintura después de su compra por el Gobierno.